# Henri Victor Regnault
Henri Victor Regnault (ur. 21 lipca 1810 w Akwizgranie, zm. 19 stycznia 1878 w Paryżu) – francuski chemik i fizyk, profesor École polytechnique od 1840 roku. W latach 1841–1872 pracował w Collège de France w Paryżu. Był członkiem Francuskiej Akademii Nauk od 1840 roku.
Prowadził badania z zakresu przemiany ciepła właściwego gazów oraz prędkości rozchodzenia się dźwięku w gazach.  Skonstruował wiele aparatów do eksperymentów i badań fizycznych oraz chemicznych, m.in. termometr i higrometr. Wyznaczył temperaturę zera bezwzględnego. Prowadził też badania dotyczące m.in. alkaloidów i fluorowcopochodnych węglowodorów nienasyconych. W 1835 roku jako pierwszy wyodrębnił polichlorek winylu. Jego syn Henri Regnault był znanym malarzem francuskim.
Jego nazwisko pojawiło się na liście 72 nazwisk na wieży Eiffla. W 1868 odznaczony został Pour le Mérite za Naukę i Sztukę.